# Salix morrisonicola
Salix morrisonicola är en videväxtart som beskrevs av Arika Kimura. Salix morrisonicola ingår i släktet viden, och familjen videväxter. Utöver nominatformen finns också underarten S. m. takasagoalpina.